# 士別市立病院
士別市立病院（しべつしりつびょういん、Shibetsu City Hospital）は、北海道士別市にある公立（市立）の病院。

## 概要

### 職員数
- 合計 - 275人
  - 医師 - 11人
  - 看護師 - 114人
  - 准看護師 - 14人
  - 薬剤師 - 5人
  - 医療技術者 - 39人
  - 事務職員 - 21人
  - その他 - 71人

2019年（平成31年）1月1日現在

## 沿革
- 1954年（昭和29年）- 国民健康保険士別病院として開設する。
- 1957年（昭和32年）- 市立士別総合病院に改称する。
- 1964年（昭和39年）- 救急指定病院に認定される。
- 1987年（昭和62年）- 病院を新築移転する。（一般病床240床、精神神経科67床、合計307床）
- 2007年（平成19年）
  - 内視鏡センターを開設する。
  - 糖尿病センターを開設する。
  - 糖尿病専門外来を開設する。
  - 現名称（士別市立病院）に改称する。